# Aguador

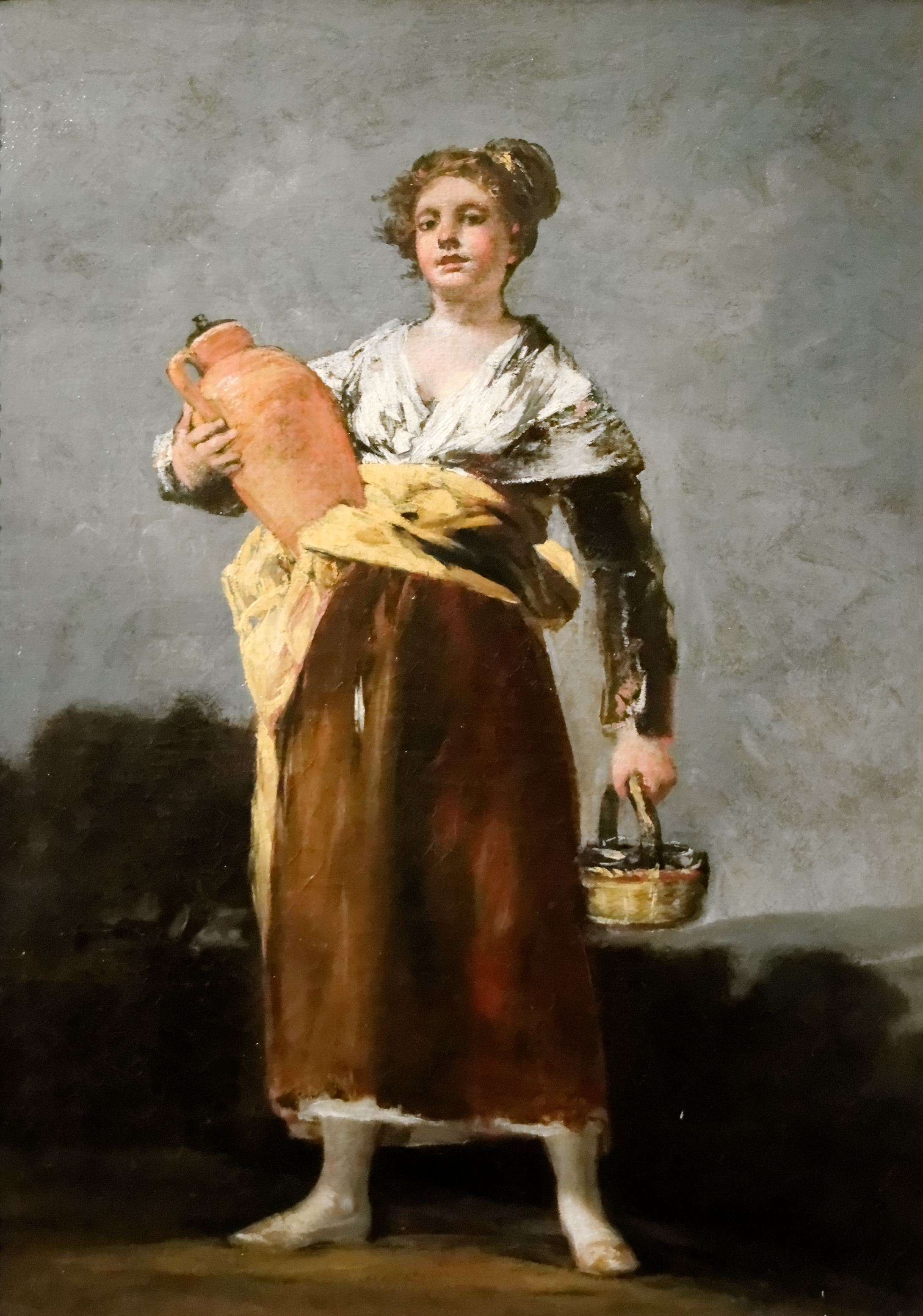
La aguadora, de Francisco de Goya, hacia 1810 (Museo de Bellas Artes de Budapest).

Un aguador o aguatero (en América) es la persona que vende y distribuye agua entre la población. Durante siglos fue una ocupación muy popular, cuando el suministro de agua corriente no estaba generalizado. Se reunían en las principales fuentes de las ciudades para abastecerse de agua y distribuirla a las casas de los compradores o venderla por la calle. De variada tipología, ha quedado noticia de aguadores que además de agua corriente, vendían aguas aromatizadas y refrescos. Entre los ilustres aguadores de la literatura española, estuvieron el Lazarillo de Tormes, Estebanillo González y Guzmán de Alfarache, y entre los de la historia de la pintura española, La aguadora goyesca y El aguador de Sevilla, de Diego Velázquez.

## El aguador en España
La figura del aguador, posible heredera de la Hispania romana y clara continuación del oficio de azacán contemporáneo de la presencia musulmana en la península ibérica, ha dejado un amplio mosaico de imágenes en el arte, ejemplos en la literatura y reglamentaciones municipales. Allí donde hubo fuentes y ciudadanos sedientos hubo aguadores, algunos llegaron a dejar su memoria en las piedras de la ciudad, como en el caso de Toledo, o en la cultura urbana (Zaragoza, Sevilla, Madrid, Barcelona y otras capitales); y en general, su actividad ha sido registrada en toda la España seca, incluidos los archipiélagos Balear y Canario.
En Éibar eran conocidos como botijeros porque llevaban el agua en botijos a los trabajadores de las empresas armeras.

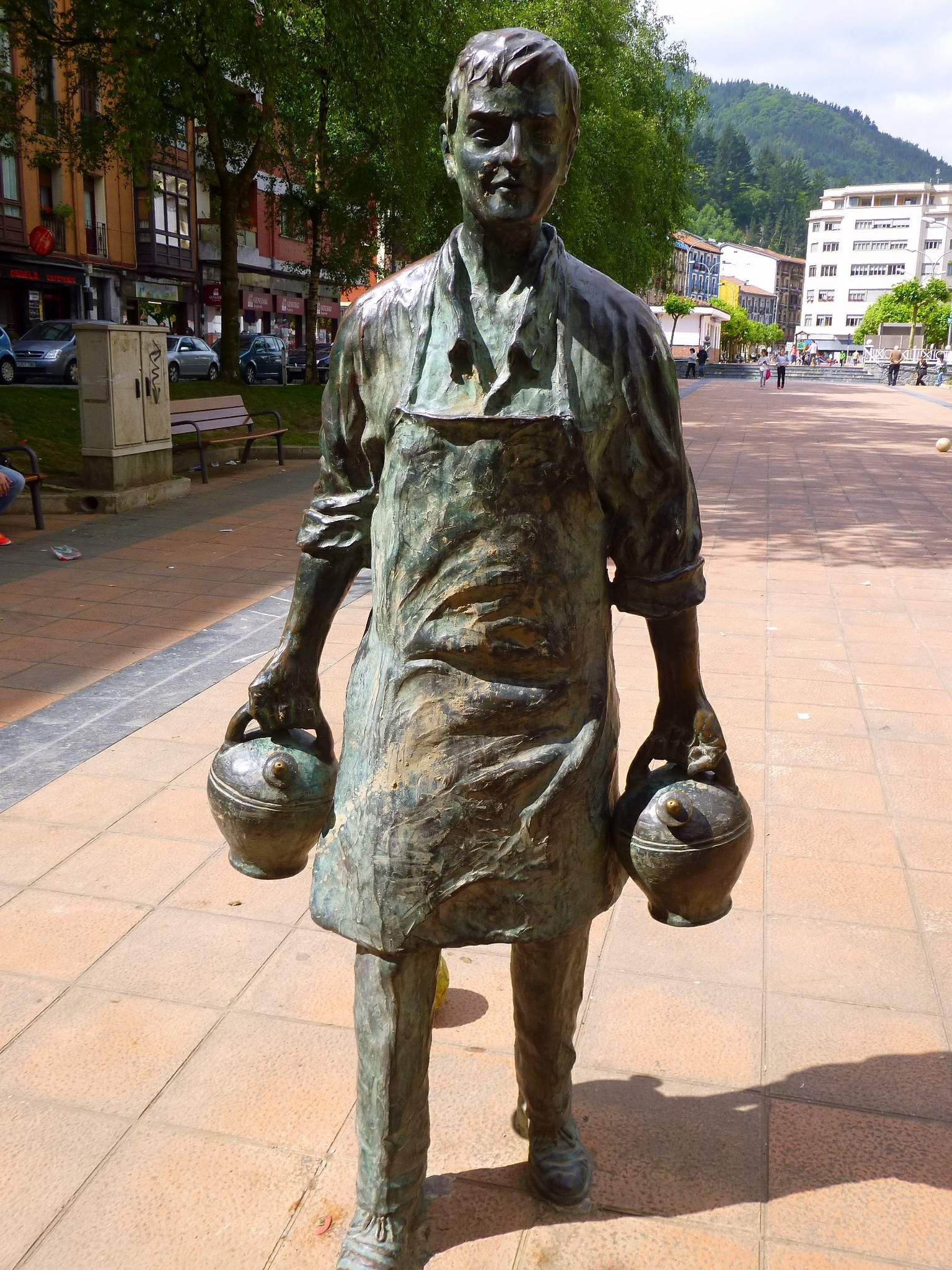
Botijero, estatua en la fuente de Urkizu (Éibar)

### Herencia medieval
Para llevar el agua potable a las casas, los aguadores —muchos de ellos herederos de los esforzados «azacanes» de origen musulmán conocidos en Castilla y Andalucía por ese nombre de origen árabe— guiaban recuas de dos, tres o un único burro, provistos de serones o angarillas con media docena de cántaros hasta los soportales, patios o zaguanes de las viviendas donde llenaban las tinajas, pilas o cacharros que allí guardaban los vecinos. Existían diversos tipos y categorías.

## Tipos
Entre el siglo XI y el siglo XIX, además de los azacanes de oficio que portaban el agua en sus animales o en pesados carretones hasta los domicilios, existía un nutrido y variopinto gremio de aguadores ocasionales o de temporada que con el cántaro o el odre al hombro servían agua a los sedientos transeúntes que pudieran pagar el servicio (sin necesidad de buscar una fuente o bajar al río). Estos aguadores callejeros hacían en algunos casos tal ganancia durante el largo, seco y tórrido periodo estival que podían vivir de ella durante el resto del año. Se podían diferenciar dos tipos básicos de aguador, el de cántaro y el de 'batea'.

### Aguadores de cántaro

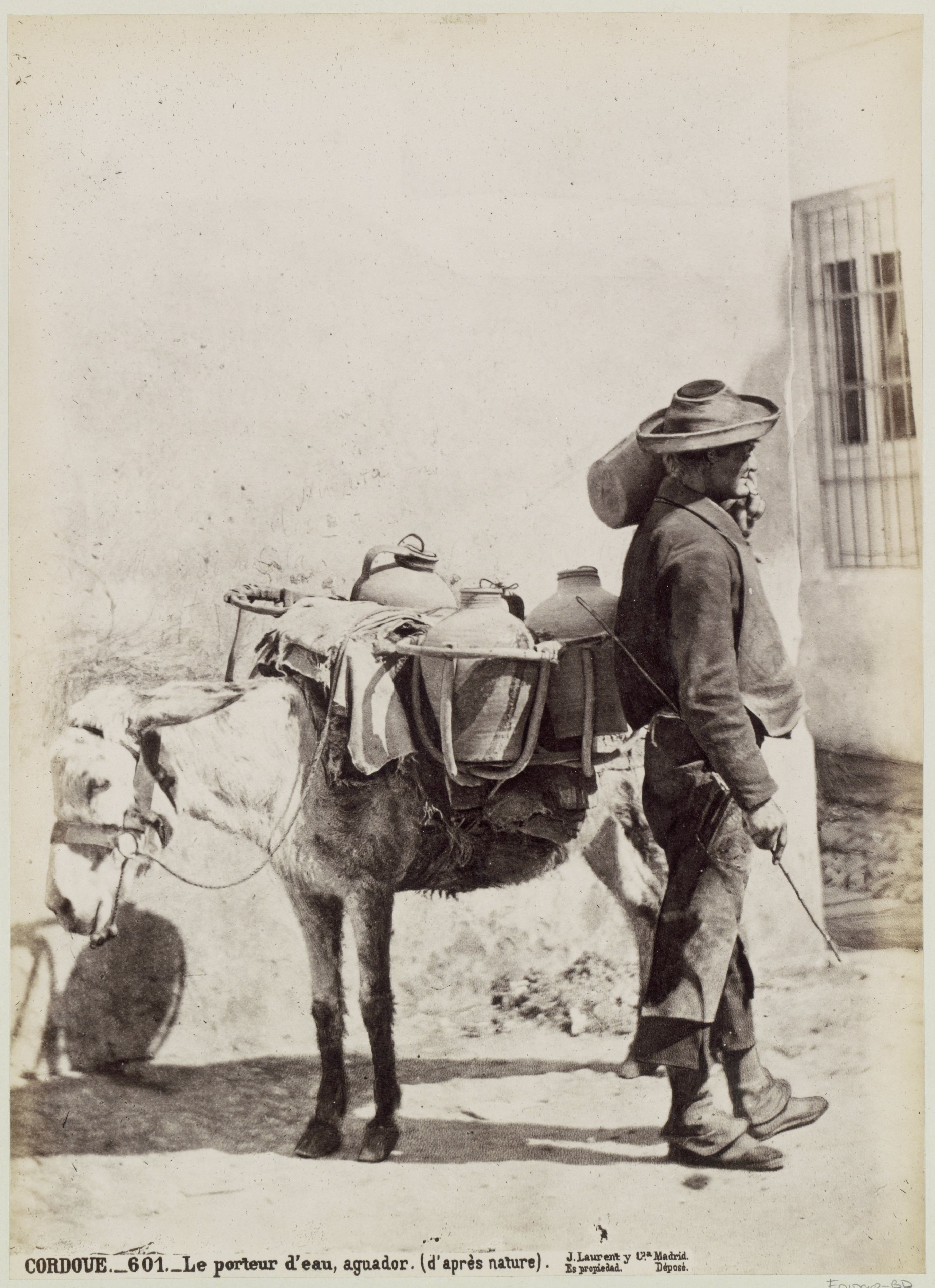
Fotografía de un aguador en Córdoba (España), transportando cántaros con un burro (entre 1860 y 1880).

Con su cántaro al hombro, el aguador ambulante fue una imagen cotidiana durante siglos en las calles de las ciudades españolas en Castilla, Levante y Andalucía. Sujetando el asa del cántaro con una mano, llevaba en la otra dos copas o vasos de vidrio tintineantes, pregonando coplas como esta que Pinheiro Pinheiro describe en las calles de Valladolid en su obra La Fastiginia: "¡Ea, galanes! La de Argales. ¡Regalo de tripas! ¡Comed y bebed por dos maravedís!"

### Aguadores de batea
El aguador o 'azacán de carretillo' usaba un pequeño carro de madera con una o dos ruedas y dos patas de apoyo que lo estabilizaban cuando se detenía a descansar o servir a los sedientos. Pleguezuelo describe el vehículo con minucioso detalle, explicando que en el fondo de la batea llevaban el agua en cántaros y cubos para enjuagar los vasos y encima, "en baldas o anaqueles de madera, se encastraban o colgaban las jarras, «tallas» y alcarrazas". Adornaban las bateas con "macetas de albahaca, para ahuyentar insectos, y platos con rodajas de limón para frotar el borde de los vasos como medida profiláctica antes de ser usados".

### Niños y extranjeros

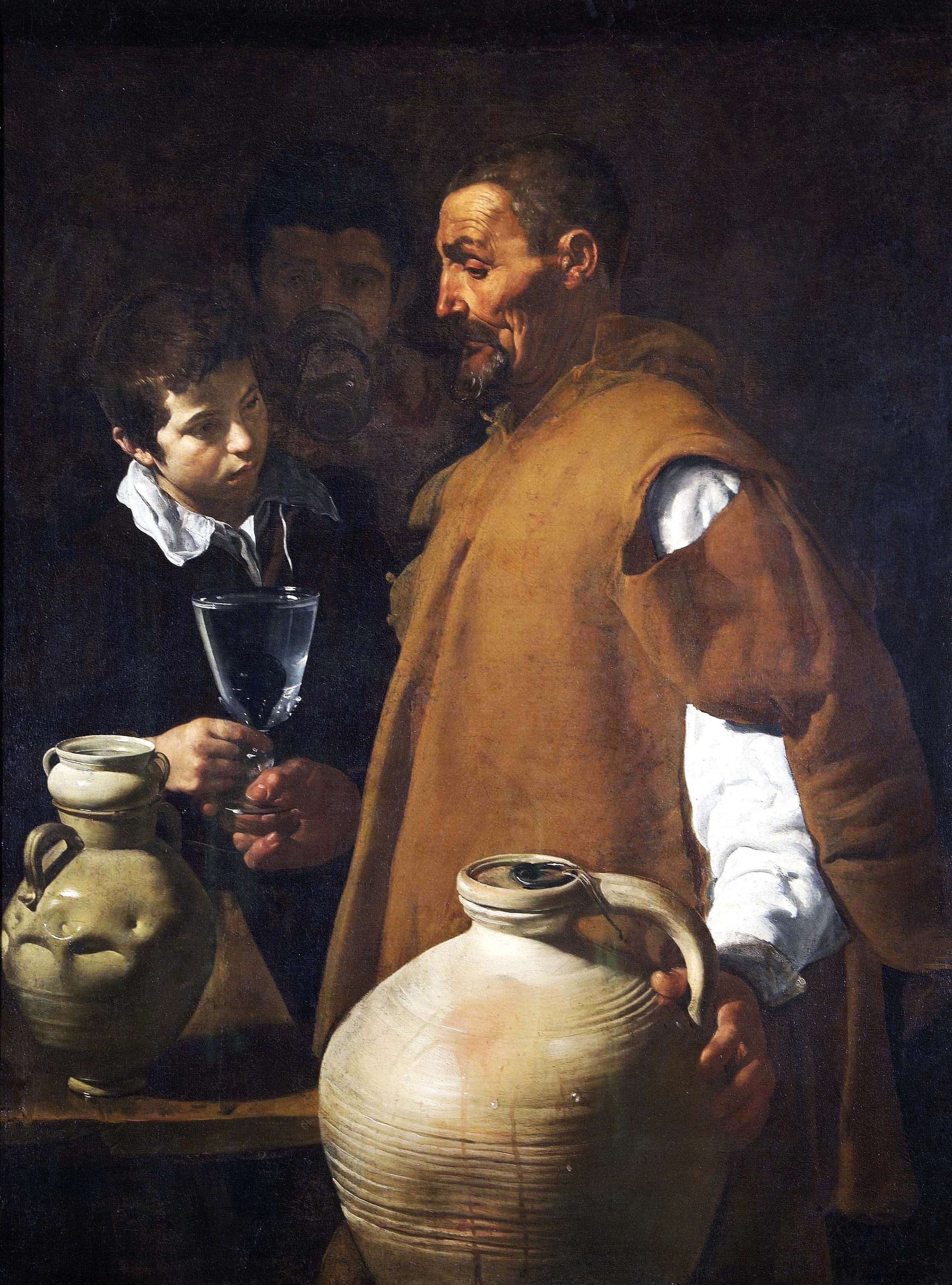
El aguador de Sevilla, de Diego Velázquez, hacia 1620.

Diferentes cronistas del Siglo de Oro Español y una interesante colección documental pictórica, como son las escenas costumbristas sevillanas de Bartolomé Esteban Murillo, han dejado noticia de la miseria que acompañaba al oficio de aguador desempeñado a menudo por niños mendigos. Otro cronista viajero, Brunéi, afirma que en Madrid "no se ve un aguador que no sea extranjero (...) y cuentan que el tercio de esa gente no acude allí más que por reunir dinero y luego volverse a su tierra."
El famoso aguador de Diego Velázquez, al que según algunas fuentes apodaban "el Corso", pudiera confirmar esta observación de extranjería asociada al oficio de aguador. Otras fuentes, entre ellas la condesa viajera madame d'Aulnoy, los hacen franceses o del norte de España (lo que, como observa el profesor Alfonso Pleguezuelo, demuestran la inversión de las corrientes de emigración Norte-Sur con el paso de los siglos).

#### La copa del aguador
"En la Alameda de Sevilla hay varias fuentes de un agua deliciosa. Por el paseo circulan veinte o treinta hombres provistos de vasos, cada uno de un cuartillo de cabida y van haciendo sonar dos de ellos tan diestramente que, sin el menor peligro de romperlos, producen un alegre sonido parecido al de unas campanillas bien templadas." Así retrataba a los aguadores hispalenses el escritor José María Blanco White en su Viaje de España (1820). Por su parte, Pleguezuelo describe las copas que portaban los aguadores como finos vasos de vidrieros venecianos, o de fábricas españolas como las de Barcelona, Sevilla o la ya perdida de Cadalso de los Vidrios.

## Aguateros americanos

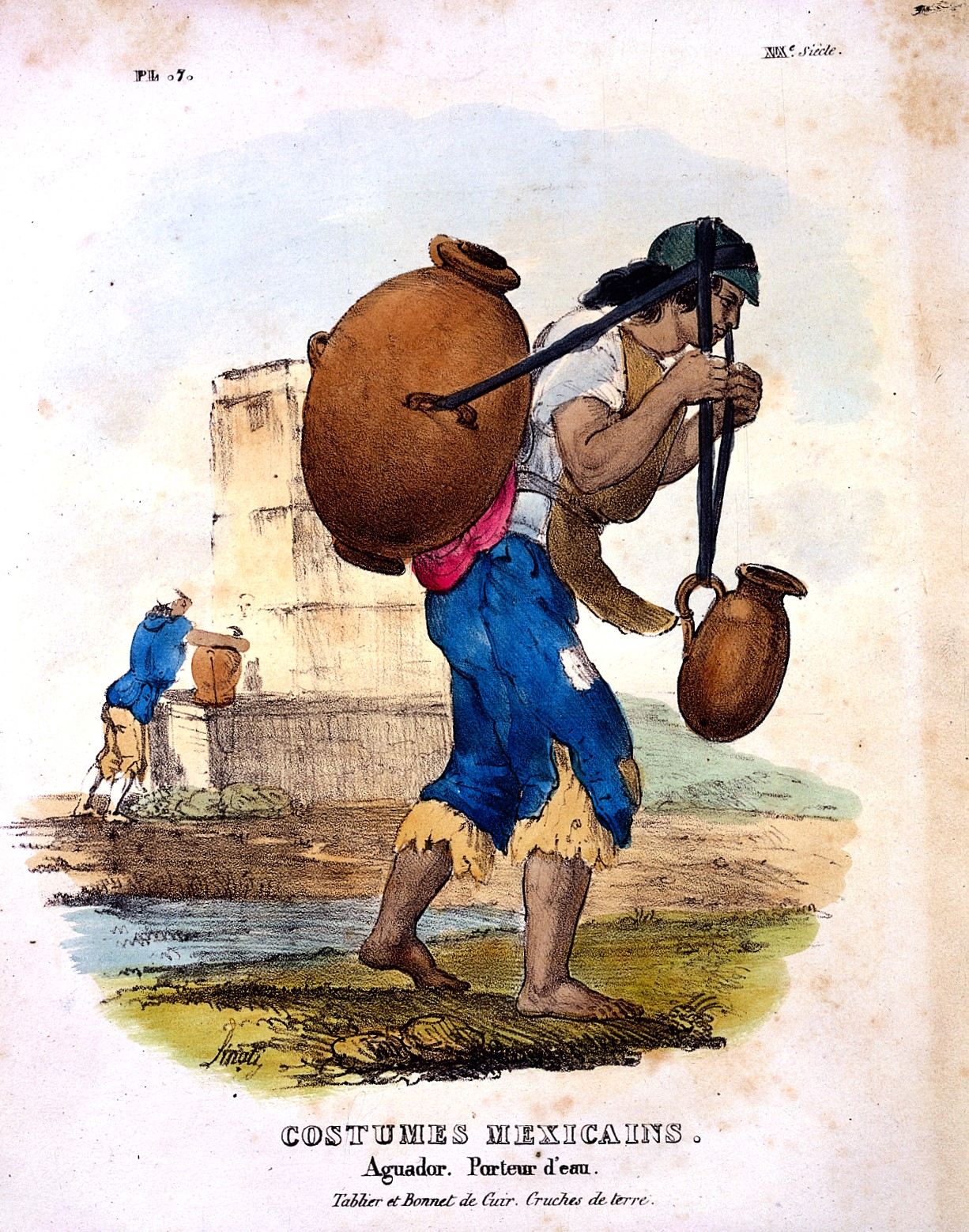
Un aguador mexicano, en un grabado de Claudio Linati, a partir de las láminas del libro Mexico the Way it Was and Is (1847).

El transporte y venta de agua potable como ocupación, oficio o elemental recurso de la necesidad y la pobreza asociadas, ha sido común durante siglos en toda América, desde la geografía del suroeste de Estados Unidos hasta la del Cono Sur.

### Aguateros en la Argentina
Ocupación de origen precolombino, el aguatero andino meridional llegaría a ser cantado en la Revolución de Mayo (1810), junto a otros oficios populares (desde el pregonero vendedor de velas a la mazamorrera repartiendo empanadas). Entre unos y otros transcurrieron siglos de oficio, industria y legislación específica. Así, por ejemplo, a comienzos del siglo XIX, la capital argentina, con unos 40.000 habitantes, había desarrollado un reglamento para los aguateros (en su mayoría esclavos de la población negra de la ciudad) marcando los puntos de carga del agua del Río de la Plata, con edictos de la Policía, hasta que brotes epidémicos hicieron necesario traer el agua río arriba, lejos de la costa. Los "aguateros llevaban en sus pipones de agua del río sobre dos grandes rudas conducidas por bueyes", sistema que funcionaría hasta la conducción de aguas corrientes, ya al final del siglo XIX. De aquel periodo han quedado en la memoria de la tradición pregones y cantinelas como esta: 

"Agüita fresca traigo del río, 
para que tomen todos los días. 
¡aguateroooooo! 
¡Agua, agüita para las damas bonitas!
Soy el aguatero; 
reparto el agua 
que al gran río 
voy a buscar. 
Es agua dulce 
para lavarse, 
preparar mate 
y amasar."
Anónimo

### Aguateros en Chile
Mencionados por Recaredo Santos Tornero en 1872, dentro de su Chile Ilustrado, los aguateros de Valparaíso fueron los últimos en desaparecer en la geografía chilena a finales del siglo XIX. Existieron dos tipos básicos, los asalariados que dependían del patrón y dueño del caballo que les servía de vehículo de carga, y los "sumisos" o independientes, por lo general dueños de un burro en cuyo lomo portaban los dos barriletes medianos con el agua recogida en las fuentes y quebradas.

## Lazarillo aguador

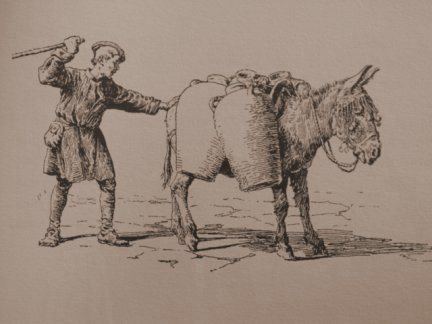
El Lazarillo de Tormes, ejerciendo su duro oficio de aguador, no menos duro para el asno del capellán (Lazarillo de Tormes, anónimo español del siglo xvi.)

En el "Tratado sexto" del anónimo castellano conocido como Lazarillo de Tormes, se leen, al hilo de las andanzas del pícaro muchacho, estas noticias de "Cómo Lázaro se asentó con un capellán, y lo que con él pasó"... 

"... "Siendo ya en este tiempo buen mozuelo, entrando un día en la iglesia mayor, un capellán de ella me recibió por suyo, y púsome en poder un asno y cuatro cántaros y un azote, y comencé a echar agua por la ciudad. Éste fue el primer escalón que yo subí para venir a alcanzar buena vida, porque mi boca era medida. Daba cada día a mi amo treinta maravedís ganados, y los sábados ganaba para mí, y todo lo demás, entre semana, de treinta maravedís y me quedaba con todo lo que pasase de treinta maravedís diarios."
Lazarillo de Tormes   Anónimo español del siglo XVI

## Los últimos aguadores

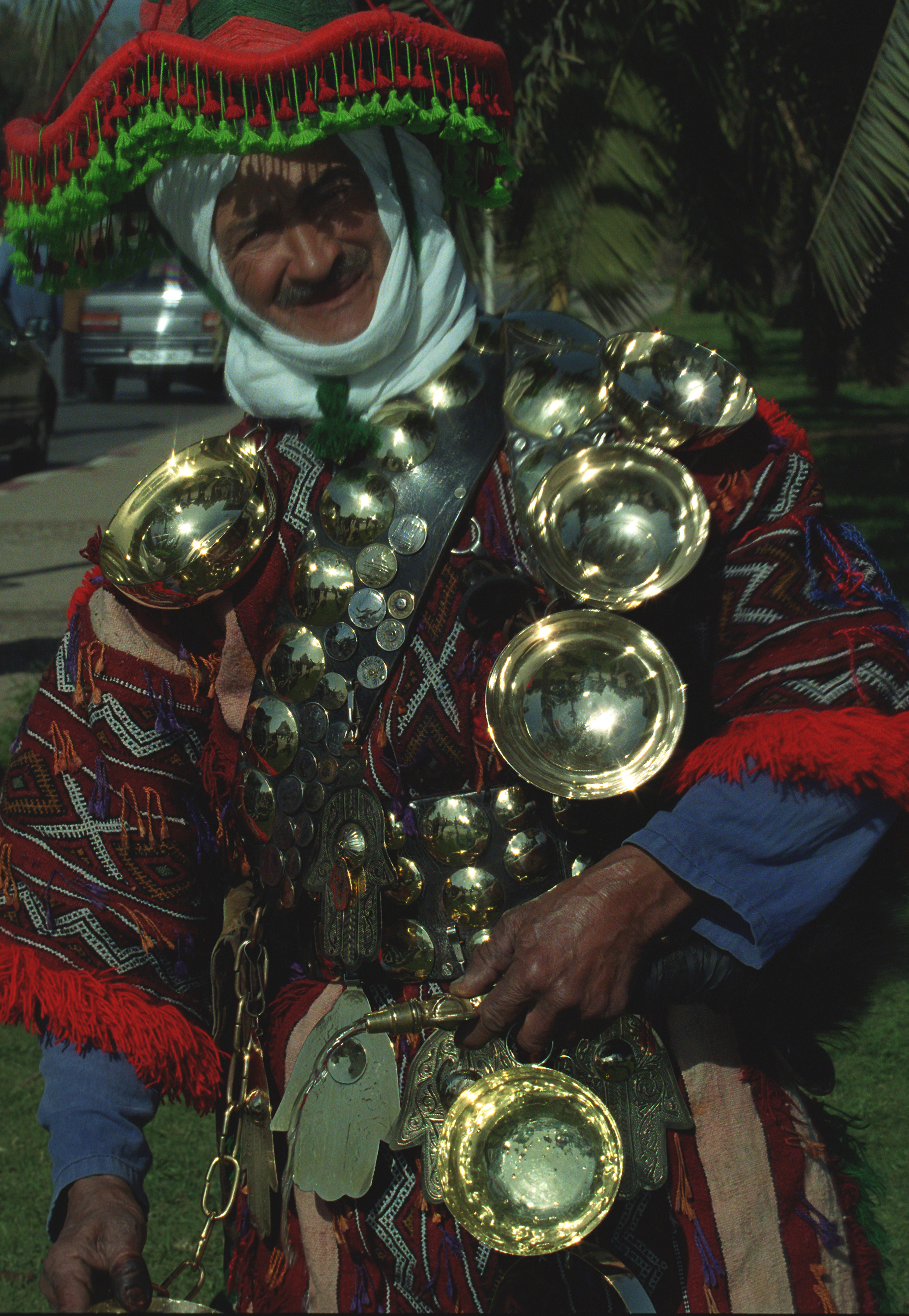
Un aguador en Rabat, Marruecos.

Todavía en el siglo xxi, existen aguadores en ciudades de países árabes como Siria, Túnez o Marruecos o en Quito, capital de Ecuador. En particular, en Marruecos, el oficio persiste suministrando agua con una cazuelita a los transeúntes, si bien muchos se han convertido en una mera atracción turística al situarse ataviados con el traje tradicional en los puntos más populares de algunas ciudades como Marrakech. En cualquier caso el agua mineral envasada ha revolucionado este pequeño gremio con siglos de antigüedad.